# إدوارد ألفرد ليتل
إدوارد ألفرد ليتل هو سياسي كندي، ولد في 9 أبريل 1859 في إنيسفيل في كندا، وتوفي في 23 فبراير 1934 في تورونتو في كندا. حزبياً، نشط في حزب أونتاريو المحافظ التقدمي. وقد انتخب عضو برلمان مقاطعة أونتاريو.